# Wulkanit
Wulkanit, skała wulkaniczna – magmowa skała wylewna, powstała w wyniku zakrzepnięcia lawy na powierzchni Ziemi lub płytko pod powierzchnią Ziemi a także materiały piroklastyczne i inne produkty działalności wulkanicznej.